# ماتیاس ینسن
ماتیاس ینسن (انگلیسی: Mathias Jensen؛ زادهٔ ۱ ژانویهٔ ۱۹۹۶) بازیکن فوتبال اهل دانمارک است.
از باشگاه‌هایی که در آن بازی کرده است می‌توان به باشگاه فوتبال نورشلان اشاره کرد.
وی همچنین در تیم‌های ملی فوتبال دانمارک بازی کرده است.